# James S. Simmons
James Samuel Simmons (* 25. November 1861 bei Liberty, Frederick County, Maryland; † 28. November 1935 in Saint Petersburg, Florida) war ein US-amerikanischer Politiker. Zwischen 1909 und 1913 vertrat er den Bundesstaat New York im US-Repräsentantenhaus.

## Werdegang
James Simmons war der Neffe des Kongressabgeordneten Milton Urner (1839–1926). Er besuchte die öffentlichen Schulen seiner Heimat und das Frederick College. Im Jahr 1880 zog er nach Roanoke in Virginia, wo er in der Immobilienbranche arbeitete. Seit 1894 übte er diese Tätigkeit in Niagara Falls aus. Gleichzeitig schlug er als Mitglied der Republikanischen Partei eine politische Laufbahn ein. In den Jahren 1907 und 1908 war er in Niagara Falls Vorsitzender seiner Partei.
Bei den Kongresswahlen des Jahres 1908 wurde Simmons im 34. Wahlbezirk von New York in das US-Repräsentantenhaus in Washington, D.C. gewählt, wo er am 4. März 1909 die Nachfolge von Peter A. Porter antrat. Nach einer Wiederwahl konnte er bis zum 3. März 1913 zwei Legislaturperioden im Kongress absolvieren. 1912 wurde er nicht wiedergewählt.
Im Juni dieses Jahres nahm Simmons als Delegierter an der Republican National Convention in Chicago teil, auf der Präsident William Howard Taft zur dann erfolglosen Wiederwahl nominiert wurde. Nach dem Ende seiner Zeit im US-Repräsentantenhaus arbeitete er wieder in der Immobilienbranche in Niagara Falls. Seit 1927 war er auch in Saint Petersburg in diesem Gewerbe tätig. Dort ist er am 28. November 1935 verstorben.